# Blyth Tait
Robert Blyth Tait (Whangarei 10 mei 1961) is een Nieuw-Zeelands ruiter gespecialiseerd in eventing. Tait won tijdens de Wereldruiterspelen 1990 zowel de wereldtitel eventing individueel als in de landenwedstrijd.  Twee jaar later tijdens het olympische debuut van Tait in Barcelona won hij de zilveren medaille individueel en de bronzen medaille in de landenwedstrijd. In Atlanta won Tait de olympische titel individueel en moest met de Nieuw-Zeelandse ploeg genoemen nemen met de bronzen medaille. Tijdens de Wereldruiterspelen 1998 won Tait net als acht jaar eerder zowel goud individueel als in de landenwedstrijd. Tijdens de Olympische Zomerspelen 2000 was Tait de vlaggendrager voor Nieuw-Zeeland tijdens de openingsceremonie. Hij viel tijdens deze spelen individueel uit en behaalde met de ploeg een achtste plaats. 

## Resultaten
- Wereldruiterspelen 1990 in Stockholm  individueel eventing met Messiah
- Wereldruiterspelen 1990 in Stockholm  landenwedstrijd eventing met Messiah
- Olympische Zomerspelen 1992 in Barcelona  individueel eventing met Messiah
- Olympische Zomerspelen 1992 in Barcelona  landenwedstrijd eventing met Messiah
- Olympische Zomerspelen 1996 in Atlanta  individueel eventing met Ready Teddy
- Olympische Zomerspelen 1996 in Atlanta  landenwedstrijd eventing met Ready Teddy
- Wereldruiterspelen 1998 in Rome  individueel eventing met Ready Teddy
- Wereldruiterspelen 1998 in Rome  landenwedstrijd eventing met Ready Teddy
- Olympische Zomerspelen 2000 in Sydney uitgevallen individueel eventing met Welton Envoy
- Olympische Zomerspelen 2000 in Sydney 8e landenwedstrijd eventing met Welton Envoy
- Wereldruiterspelen 2002 in Jerez de la Frontera uitgevallen individueel eventing met Ready Teddy
- Wereldruiterspelen 2002 in Jerez de la Frontera 5e landenwedstrijd eventing met Ready Teddy
- Olympische Zomerspelen 2004 in Athene 18e individueel eventing met Ready Teddy
- Olympische Zomerspelen 2004 in Athene 5e landenwedstrijd eventing met Ready Teddy

1912: Axel Nordlander ·
1920: Helmer Mörner ·
1924: Dolf van der Voort van Zijp ·
1928: Charles Pahud de Mortanges ·
1932: Charles Pahud de Mortanges ·
1936: Ludwig Stubbendorf ·
1948: Bernard Chevallier ·
1952: Hans von Blixen-Finecke jr. ·
1956: Petrus Kastenman ·
1960: Lawrence Morgan ·
1964: Mauro Checcoli ·
1968: Jean-Jacques Guyon ·
1972: Richard Meade ·
1976: Edmund Coffin ·
1980: Euro Federico Roman ·
1984: Mark Todd ·
1988: Mark Todd ·
1992: Matt Ryan ·
1996: Blyth Tait ·
2000: David O'Connor ·
2004: Leslie Law ·
2008: Hinrich Romeike ·
2012: Michael Jung ·
2016: Michael Jung ·
2020: Julia Krajewski ·
2024: Michael Jung